# تا آخرین نفرشان
تا آخرین نفرشان (به انگلیسی: Every Last One of Them) یک فیلم اکشن و دلهره‌آور آمریکایی محصول سال ۲۰۲۱ به کارگردانی کریستین سسما و با بازی پل اسلون، جیک وبر، تارین منینگ، مایک هاتون، مایکل مدسن و ریچارد درایفس است.

## داستان
در مورد یک سرباز بازنشسته است که به دنبال یافتن دختر گمشده خود می‌باشد. اما همان‌طور که او حقیقت ناپدید شدن دخترش را کشف می‌کند از یک توطئه بزرگ‌تر نیز پرده برداشته و تمام مسئولین این حادثه را به سمت برقراری عدالت می‌کشاند و…

## تولید
این فیلم در کوچلا، کالیفرنیا فیلمبرداری شده‌است.

## انتشار
این فیلم در ۲۲ اکتبر ۲۰۲۱ توسط کمپانی صبان فیلمز در ایالات متحده منتشر شد.

## پاسخ انتقادی
لزلی فلپرین از گاردین به این فیلم یک ستاره از پنج ستاره اهدا کرد. جفری اندرسون از کامن سنس مدیا نیز به این فیلم یک ستاره از پنج ستاره اهدا کرد.